# Aquelarre

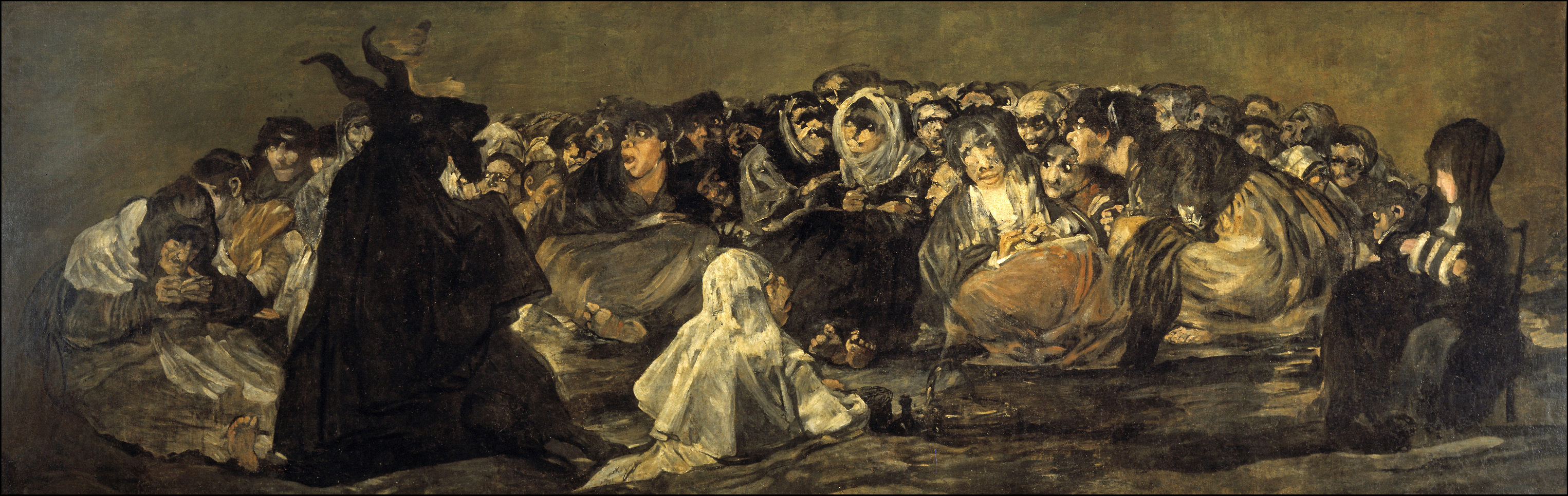
Representació pictòrica de l'Aquelarre de Goya

Un aquelarre o akelarre, originalment i en basc, és el lloc on les bruixes celebraven les seves reunions i rituals. L'origen del mot que ve del nom amb què es coneixia el camp que hi havia davant de la cova de Zugarramundi, un camp de cabres (del basc aker «boc» i larre «camp»). Aquesta paraula s'ha traspassat al vocabulari català i es fa servir per designar a qualsevol reunió de bruixes i bruixots. En aquestes reunions se solia venerar un boc negre, animal associat al culte satànic. Un dels aquelarres més coneguts és el que tenia lloc a la cova de Zugarramurdi (Navarra). El 1610, el tribunal de la Inquisició de Logronyo va iniciar una cacera de bruixes a gran escala que culminà amb la crema de 12 suposades bruixes (5 d'elles simbòlicament, ja que ja havien mort fruit de les tortures). Segurament aquest fet tan comentat a l'època va afavorir l'extensió del terme aquelarre amb el significat d'aplec de bruixes (sabbath de bruixes). Des de l'any 1978 a la població de Cervera (la Segarra) se celebra la festa de l'Aquelarre l'últim cap de setmana del mes d'agost. En l'actualitat els practicants de Wicca i Bruixeria tradicional es reuneixen en grups anomenats coven/aquellarre. Com el grup Boires de Ponent de Lleida.

## Història
Des d'un punt de vista antropològic, els aquelarres són reminiscències de ritus pagans que se celebraven clandestinament per les prohibicions de les religions llavors imperants. S'explica que a l'antiga Grècia dones despullades i èbries pujaven a dalt dels turons i a banda celebraven ritus i festes al marge dels homes. No es tractava de bruixes sinó de dones que adoraven el déu Dionís.
És a l'edat mitjana on es forja la imatge de la bruixa contemporània amb reunions de dones als boscos, tot i que, el més probable és que fossin simplement dones coneixedores del caràcter medicinal de certes plantes o creients en rituals d'època preromana i caràcter pagà. Aquests rituals devien ser molts semblants als que encara avui se celebren a comunitats d'Àfrica i Amèrica del Sud, on el xaman ingereix una substància al·lucinògena que el permet de contactar amb els déus o traspassar a l'Altre Món.
Les diferents vies d'administració de substàncies al·lucinògenes no eren gaire conegudes i la seva administració podia arribar a ser letal si s'administrava per via oral. És per això que aquestes substàncies s'aplicaven sovint en forma d'ungüent per via vaginal o rectal. Això pot haver originat algunes llegendes sobre el caràcter sexual de les reunions de bruixes o l'ús de calders per a la preparació de pocions, teoria falsa o que difereix d'una de més verídica (tractada fins i tot pels estudiants de farmàcia), que diu que la referència a aqueixes substàncies al·lucinògenes aplicades en mucoses vaginals i rectals amb una mena de pinzells o vares ha originat l'arquetip que representa a les bruixes amb un pal entre les cames o bé una escombra.

## Psicòtrops
La belladona ha tingut un paper important als aquelarres. També algunes espècies de gripau verinosos per contacte i amb components al·lucinògens a la pell; és per això que els gripaus també formen part de la imatgeria vinculada al món de la bruixeria. Passa el mateix amb alguns bolets tòxics, com l'amanita muscaria, associada en els contes al lloc on viuen els gnoms.